# Grigori Alexandrowitsch Stroganow

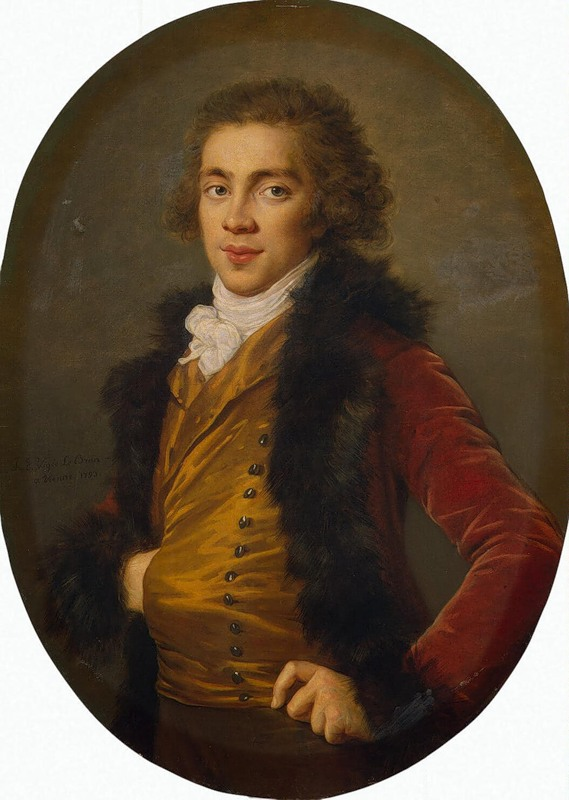
Baron Grigori Alexandrowitsch Stroganow (Élisabeth Vigée-Lebrun)

Baron (ab 1826 Graf) Grigori Alexandrowitsch Stroganow (russisch Григорий Александрович Строганов; * 13. Septemberjul. / 24. September 1770greg. in St. Petersburg; † 7. Januarjul. / 19. Januar 1857greg. ebenda) war ein russischer Diplomat.

## Leben
Stroganow war der einzige Sohn des aus der reich gewordenen Kaufmannsfamilie Stroganow stammenden Barons Alexander Nikolajewitsch Stroganow (1740–1789) und seiner Frau Jelisaweta Alexandrowna Sagrjaschkaja (1745–1831). Seine ältere Schwester Jekaterina heiratete den Oberzeremonienmeister Iwan Alexandrowitsch Naryschkin, während seine jüngere Schwester Jelisaweta den Stahlbaron Nikolai Nikititsch Demidow heiratete.
Stroganow erhielt eine sorgfältige häusliche Erziehung unter Leitung des Mathematikers (und künftigen Abgeordneten im Nationalkonvent) Charles-Gilbert Romme. 1787 begab sich Stroganow zusammen mit seinem Vetter Pawel Alexandrowitsch Stroganow und seinem Lehrer Romme auf die Grand Tour zur Vervollständigung seiner Bildung. 1787–1788 hielt er sich in Genf auf und studierte an der Universität Genf Chemie, Physik und Astronomie. 1789 ließ er sich in Paris nieder. Als er dort im April 1789 die Nachricht vom Tode seines Vaters erhielt, kehrte er sofort nach St. Petersburg zurück. Paul I. ernannte ihn 1796 zum Wirklichen Kammerherrn (VI. Rangklasse) und berief ihn ins Berg-Kollegium, das die Montanindustrie leitete.
1804 wurde Stroganow von Alexander I. als Botschafter nach Madrid geschickt. 1808 verließ Stroganow eigenmächtig Madrid wegen der französischen Besetzung Spaniens. Sein Nachfolger war Nikolai Grigorjewitsch Repnin-Wolkonski. 1812 wurde Stroganow außerordentlicher Gesandter und bevollmächtigter Minister in Schweden als Nachfolger Paul von Nicolays. 1816 wurde Stroganow in Schweden durch Jan Pieter van Suchtelen ersetzt und als Leiter der Russischen Mission nach Konstantinopel geschickt. 1821 verließ er mit der gesamten Russischen Mission Konstantinopel als Zeichen des Protests gegen das osmanische Embargo für Waren auf Schiffen unter russischer Flagge und das Verbot der griechischen Schifffahrt durch die Meerengen nach Beginn der griechischen Revolution. 1821 wurde Stroganow zum Wirklichen Geheimen Rat ernannt (II. Rangklasse). Sein Nachfolger in Konstantinopel wurde 1822 Dmitri Wassiljewitsch Daschkow. 1822 ließ Stroganow sich beurlauben und lebte im Ausland.
1826 war Stroganow Mitglied des Obersten Strafgerichts im Prozess gegen die Dekabristen. Am Tage der Krönung Nikolaus I. (22. Augustjul. / 3. September 1826greg.) erhielt Stroganow den Grafentitel. 1827 wurde er Mitglied des Staatsrats. 1838 war er der russische Vertreter bei der Krönung Königin Victorias. Im Jahr 1832 wurde er Ehrenmitglied der Akademie der Wissenschaften in St. Petersburg.
Stroganow war Großonkel und dann Vormund der verwitweten Natalja Puschkina und ihrer Kinder (1837–1844), nachdem ihr Mann Alexander Puschkin im Duell getötet worden war. Stroganow half bei der Regelung der schwierigen finanziellen Situation der Familie und überredete den St. Petersburger Metropoliten Serafim Glagolewski zu einem christlichen Begräbnis für Puschkin, dessen Tod im Duell als Selbstmord galt und ein christliches Begräbnis ausschloss.
Seine letzten Lebensjahre verbrachte Stroganow überwiegend im Ausland, um sein Augenleiden behandeln zu lassen. Er starb völlig erblindet. Er wurde in der Lazarus-Kirche des Alexander-Newski-Klosters in St. Petersburg begraben.
Stroganow war in erster Ehe verheiratet mit Anna Sergejewna geborene Fürstin Trubezkow (1765–1824), mit der er sechs Söhne und zwei Töchter hatte. Der zweite Sohn Sergei wurde Offizier und Mäzen, während der dritte Sohn Alexander Staatsbeamter und Innenminister wurde. In zweiter Ehe heiratete Stroganow 1826 die portugiesische Adlige Juliana de Almeida e Oyenhausen (1782–1864), die Mutter seiner unehelichen Tochter Idalija (1807–1889).

## Ehrungen
- Orden des Heiligen Andreas des Erstberufenen (1846)
- Alexander-Newski-Orden
- Kaiserlich-Königlicher Orden vom Weißen Adler
- Orden des Heiligen Wladimir II. Klasse
- Russischer Orden der Heiligen Anna I. Klasse
- Sankt-Stanislaus-Orden I. Klasse
- Großkreuz des Ordens vom Niederländischen Löwen
- Großkreuz des Erlöser-Ordens
- Kommandeur des russischen Ordens des Heiligen Johann von Jerusalem
- Ehrenzeichen für 40-jährigen tadellosen Dienst